# Denny Zeitlin
Denny Zeitlin (Chicago, 1938. április 10. –), amerikai dzsesszzongorista, zeneszerző. 1965-ben majd 1974-ben a Down Beat kritikusai közvélemény-kutatásának első helyezettje volt. Több mint 100 szerzeményét rögzítette. A pszichiátria professzora a kaliforniai egyetemen (University of California).

## Pályafutása
Apja radiológus volt, mellette zongorázott. Anyja logopédus és zongoratanár volt. Denny Zeitlin kétéves korában elkezdett improvizálni a zongorán, és már az általános iskola előtt komponált. A formális tanulmányokat hatéves korában klasszikus zenével kezdte. Nyolcadikos korában fordult a dzsessz felé.
A középiskolásként már profi módon játszott Chicagóban. Az Illinoisi Egyetemen (University of Illinois Chicago) játszott Ira Sullivan, Johnny Griffin, Wes Montgomery, Joe Farrell, Wilbur Ware, Bob Cranshaw voltak zenei partnerei. A mentorok között volt Billy Taylor, George Russell és Bill Evans.
Közben a Johns Hopkins University-n pszichiátriát tanult. 1964-ben költözött San Franciscóba szintén a pszichiátriai tanulmányok okán.
A dzsesszkritikus Leonard Feather Zeitlint „a legsokoldalúbb fiatal zongoristának nevezte, aki az 1960-as évek elején előtérbe került”.
1968-78 között billentyűs játékába integrált elektronikus hangszereket a szintetizátoroktól a mindenféle hangzásmódosító eszközökig, és közben játszott akusztikus hangszereken több zenei műfajban is. 1978-tól elsősorban az akusztikus zenére koncentrált. Koncertezett a  nemzetközi zenepiacon.
22 albumot adott ki.

## Albumok
1964: Carnival

1964: Cathexis

1965: Live at the Trident

1966: Shining Hour

1967: Zeitgeist

1969: The Name of This Terrain

1973: Expansion

1977: Syzygy

1978: Soundings

1981: Time Remembers One Time Once

1983: Tidal Wave

1986: Homecoming

1988: Trio

1989: In the Moment

1992: Live at Maybeck Recital Hall, Vol. 27

1995: In Concert [ITM]

1997: As Long As There's Music

2005: Solo Voyage

2009: In Concert featuring Buster Williams and Matt Wilson

2010: Precipice: Solo Piano Concert

2011: Labyrinth: Live Solo Piano

2012: Wherever You Are: Midnight Moods for Solo Piano

2013: Denny Zeitlin: Both/And

2014: Stairway to the Stars

2015: Riding the Moment

2016: Early Wayne: Explorations of Classic Wayne Shorter Compositions

2017: Expedition

2018: Wishing on the Moon

2019: Remembering Miles Davis

2020: Live at Mezzrow

2021: Telepathy

## Díjak
- 1965 és 1974: Down Beat kritikusok: I. díj

## Filmek
Denny Zeitlin az IMDb-n